# Erich Grimoni
Erich Grimoni (* 13. September 1908 in Königsberg (Preußen); † 7. August 1974 in Lemgo) war ein deutscher Lehrer, der sich in den Institutionen der ostpreußischen Heimatvertriebenen engagierte.

## Leben
Grimoni besuchte das Löbenichtsche Realgymnasium und studierte Philologie an der Albertus-Universität Königsberg. 1930 legte er die Prüfung zum Turn- und Sportlehrer ab, 1932 folgte die Prüfung zum Mittelschullehrer. Danach wurde er Lehrer in Deutsch-Eylau, 1942 Rektor in Soldau. Während des Zweiten Weltkrieges war Grimoni beim Wetterdienst der Luftwaffe tätig, zuletzt als Wetterkundelehrer bei der Flugzeugführerschule in Danzig-Langfuhr. 
Er gehörte zu den Männern, die sich gleich nach der Vertreibung um die Bewahrung des ostpreußischen Erbes bemühten. 1949 war er Mitbegründer der Landesgruppe Nordrhein-Westfalen der Landsmannschaft Ostpreußen und deren langjähriger Vorsitzender. Zudem war er Mitglied des Bundesvorstandes und Bundeskulturreferent der Landsmannschaft. Auf seinen Vorschlag wurde in Düsseldorf das Haus des Deutschen Ostens errichtet; heute ist es die Stiftung Gerhart-Hauptmann-Haus. Grimoni gründete die Agnes-Miegel-Gesellschaft in Bad Nenndorf und erneuerte die Altertumsgesellschaft Prussia in Duisburg, der Patenstadt von Ostpreußens früherer Provinzialhauptstadt. Der Preußenschild der Landsmannschaft Ostpreußen wurde von ihm geschaffen. 1968 war er an der Einrichtung des Museums Stadt Königsberg in Duisburg maßgeblich beteiligt. Von 1973 bis zu seinem Tode 1974 war er Stadtvorsitzender der Stadtgemeinschaft Königsberg. Grimoni starb als Oberschulrat und wurde auf dem Waldfriedhof Duisburg beerdigt. Sein Sohn Lorenz Grimoni leitete seither das Museum Stadt Königsberg, das 2016 geschlossen wurde. Die Bestände kamen ins Ostpreußische Landesmuseum.

## Ehrungen
- Ehrenring der Stadt Düsseldorf
- Agnes-Miegel-Medaille des Tatenhauser Kreises
- Königsberger Bürgermedaille